# 雷公計島

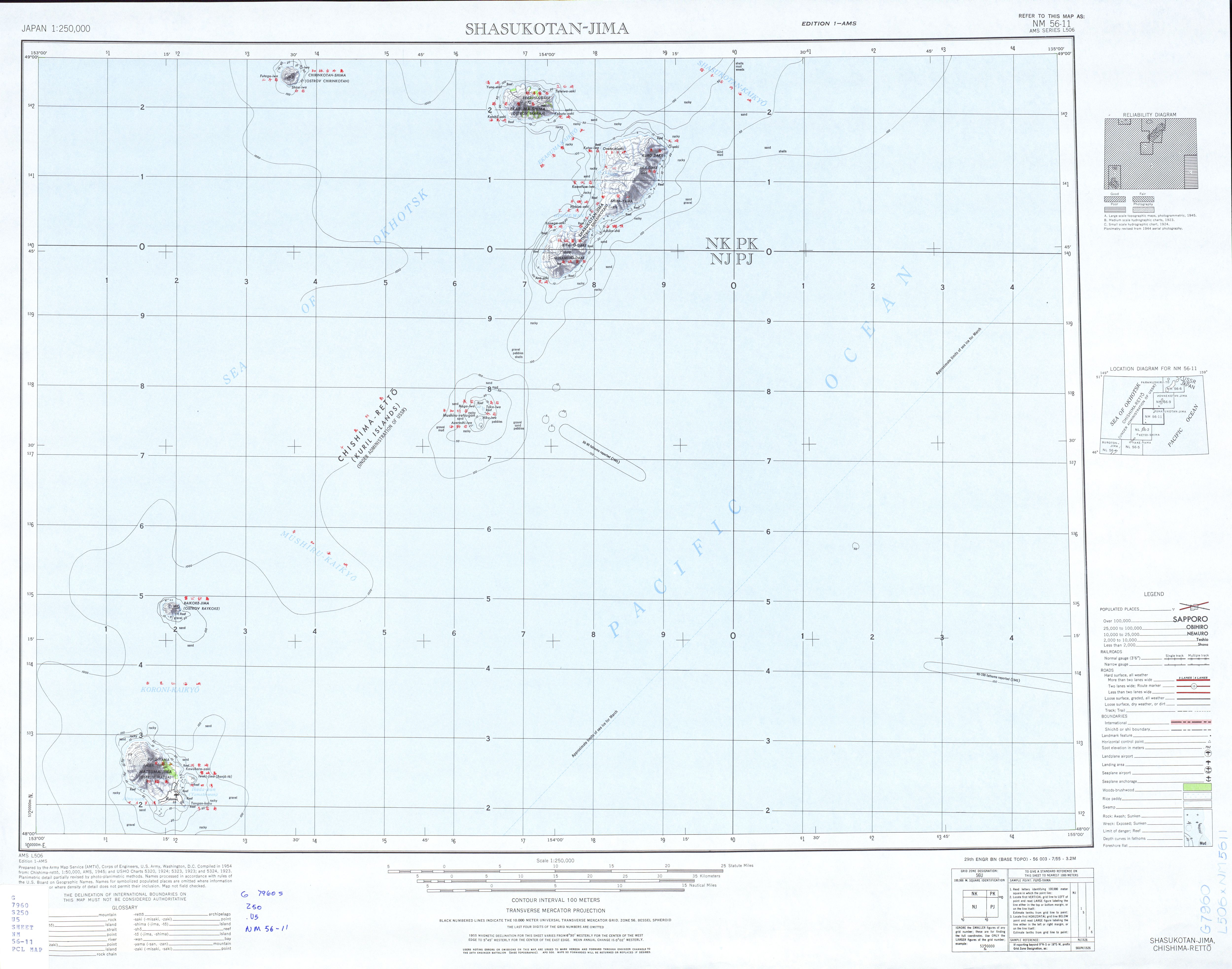
昭和29年の知林古丹島・越渇磨島・捨子古丹島・雷公計島・松輪島

雷公計島（ライコケ島、らいこけとう）は千島列島の中部にある島。ロシア名はライコケ島 （о.Райкоке）、英語表記はRaikoke。
島名の由来はアイヌ語で「地獄の穴（または噴火口）」を意味する「ライ・コツ・ケ」である。

## 地理
松輪島の北方、松輪海峡を挟んだ約 18 キロメートルに位置する、長径約 2.5 キロメートル、短径約 2 キロメートルのやや楕円形をした火山島である。
全島で雷古計山（らいこけざん、海抜 551 メートル、ロシア名：ライコケ山）を形成しており、岸辺は断崖が続いている。
千島列島に五つある、トドの集団繁殖地の一つに数えられる。また、フルマカモメの千島列島中最大の営巣地の一つでもある。 
日本の行政区分では北海道根室振興局管内の新知郡に属した。戦後、ロシア連邦が実効支配しているものの、日本政府は国際法上、帰属未定地であるとしている。

## 歴史
- 1700年（元禄13年）、元禄国絵図のため松前藩が幕府に呈上した松前島郷帳に、「らつこあき」の名が見られる。
- 1855年（安政元年）、日露通好条約によりロシア領となる。
- 1875年（明治8年）、樺太・千島交換条約により日本領になる。
- 1876年（明治9年）、千島国新知郡の所属となる[5]。
- 1883年、ヘンリー・ジェームズ・スノーはこの島に 15,000 頭以上のトドが生息していると報告したが、（スノー自身を含む）欧米人ハンターの乱獲により、1890年代には僅か数頭にまで激減した。現在もこの島でトドは繁殖していない。
- 1916年（大正5年）、臘虎膃肭獣猟獲取締法によりラッコ、オットセイの狩猟が禁止されるが、すでに絶滅状態だった。

### 噴火歴

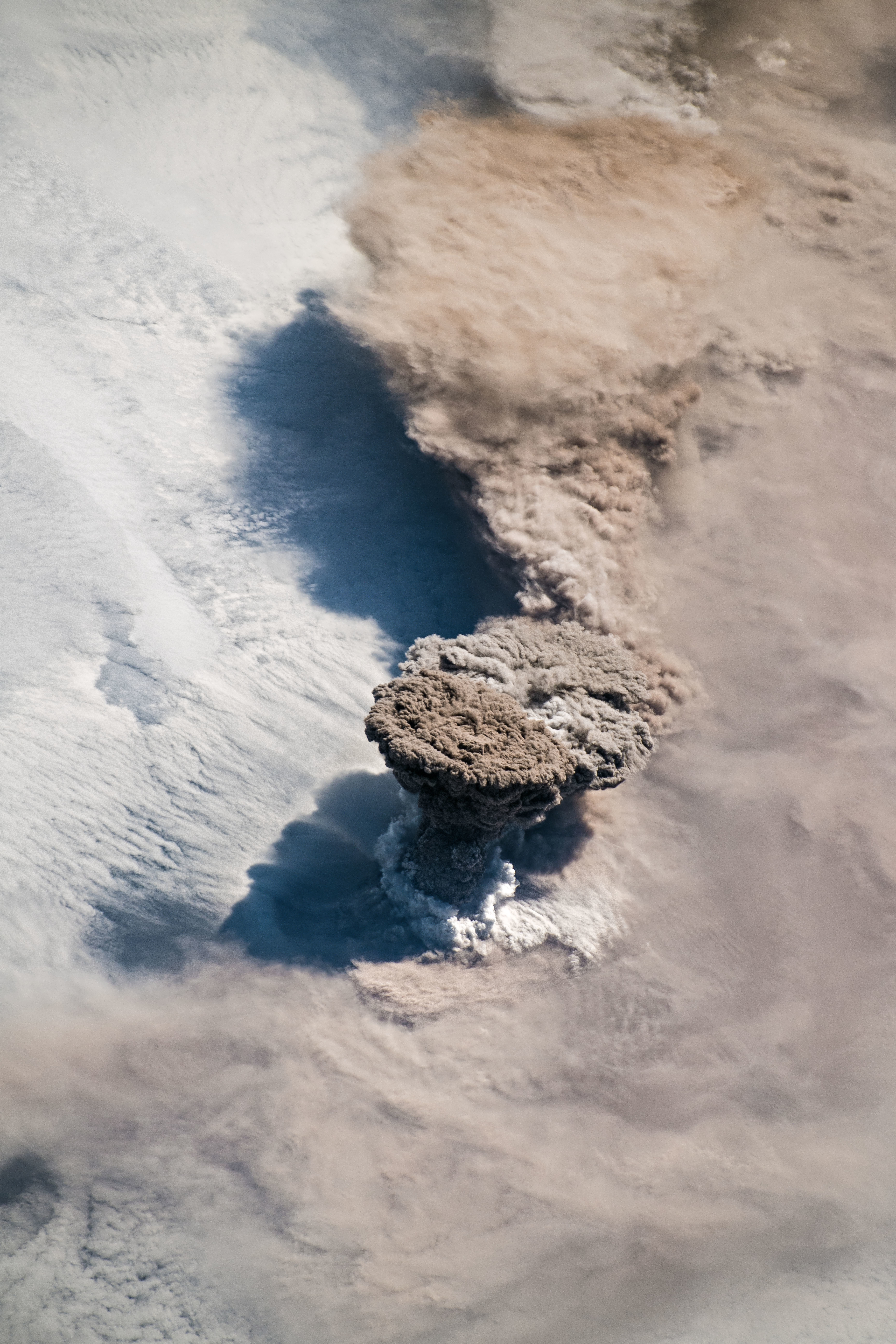
2019年の噴火

- 1778年 - 噴火[2]。山頂部分3分の1が破壊されるほどの規模だったとされ、これがきっかけとなり、その 2 年後には初めての千島列島の火山調査が実施されることとなった[2]。
- 1924年 - 2月15日[4]、噴火[6][6][2]。クレーターの深さや島自体の輪郭が変わる規模であったとされる[2]。
- 2019年 - 6月22日午前3時頃[7]、噴火[8]。東京航空路火山灰情報センター（東京VAAC）によれば、噴煙高度はFL430（約1万2900メートル）[6][9]、北東に向かって拡散すると予想された[9]。
  - 噴煙が広がる周辺空域が北アメリカと日本を結ぶ航空路に該当することから、国土交通省は航空関係者向けに注意を呼びかけ、またこの情報により2019年6月22日午後3時時点までに37便が航路を変更し、最大40分の遅延が発生した[7][注釈 2]。